# Manuel Murillo Argáiz
Manuel Antonio Murillo Argáiz (Murillo de Río Leza, 3 de septiembre de 1705- Logroño, 4 de marzo de 1772) fue un religioso español que ocupó el cargo de obispo de Segovia.

## Biografía
Nació en Murillo de Río Leza el 3 de septiembre de 1705, y fue bautizado el 14 de ese mismo mes y año en ese mismo municipio. Vino al mundo en una de las familias acomodadas de La Rioja de dicho momento; su padre, José Murillo y Sáenz de Manzanares —también nacido en Murillo de Río Leza—, fue miembro del Solar de Valdeosera de la divisa «Sancho García».
Fue canónigo de la catedral de Burgos y de la catedral de Toledo, y Pedro de Calatayud, que le dedicó su obra Missiones y sermones, publicada en Madrid en 1754, alude a él como consejero del rey.
El 6 de junio de 1652, «La Gaceta de Madrid» publicaba el nombramiento de Manuel como obispo de Segovia, citando textualmente «El Rey se ha sérvido nombrar para la Iglesia, y Obispado de Segovia á D. Manuel Murillo y Argaiz, Canónigo Lectorál de la Santa Iglesia de Toledo».
Su febril actividad constructiva le llevó a la realización de dos obras de singular empaque para Murillo de Río Leza: la refacción completa de la capilla mayor de la iglesia parroquial de San Esteban Protomártir, aportando para ello 60 000 reales de su propio peculio con el fin de que mantuviera la correspondencia necesaria con la nave, y la fábrica de un elegante palacio en la Calle Chica. No obstante, su fallecimiento tan solo muy pocos meses después tendría consecuencias muy graves. Su palacio, en concreto, nunca sería terminado como él quería, ya que de lo contrario habría sido uno de los jalones más significativos del tardo barroco regional.
El nombramiento de Manuel como obispo de Segovia después de una brillante carrera sacerdotal y su formación en el Colegio de la Santa Cruz de Valladolid, hizo que todo Murillo de Río Leza se transformara durante tres largos días en un monumental y festivo Coliseo para celebrarlo: carroza conmemorativa con un niño en lo alto vestido de obispo, corridas de toros en la Plaza con los más célebres toreros venidos de lugares remotos, colocación de una gran fuente que manaba continuamente vino, disparo de cohetes, etc.
De estos acontecimientos publicó José Manuel Ramírez Martínez, paisano del obispo, una edición facsimilar de cien ejemplares de un folleto que se conserva impreso y tiene un inteligente desarrollo en verso. Dice así:
COLISEO, DELEITABLE JARDÍN DE GRAN RECREO,

DONDE VERÁ EL CURIOSO,

SI CON PACIENCIA ADVIERTE CUIDADOSO,

LAS FIESTAS CELEBRADAS EN MURILLO,

TAN REGIAS, QUAL NOMBRADAS,

CON EL MOTIVO DE HAVER SALIDO OBISPO

EL HÉROE MAYOR QUE EL ORBE HA VISTO,

D. MANUEL MURILLO, ES,

QUE ETERNO EN LA MEMORIA

HA DE SONAR OBISPO DE SEGOVIA
Los trece años que Manuel Antonio permaneció a cargo de la diócesis de Segovia fueron sumamente fructíferos, y no solamente en el terreno pastoral pues con una buena lectura del futuro dotó a la diócesis segoviana de algunas instalaciones que eran de todo punto necesarias. Entre ellas los palacios episcopales, para lo cual adquirió un palacete construido en el siglo XVI, para la familia Salcedo como Solar de Mayorazgo fundado por doña María de Arteaga y de la Torre, situado en la Plaza de San Esteban, de Segovia, que luego acondicionaría para dar lugar al Palacio que hoy existe y cuya portada presenta el escudo del obispo con las Armas del Solar de Valdeosera, blasón que se repite en cada uno de los frontones del patio.
El otro se ubica en Turégano, villa donada en 1123 por la reina Urraca I de León y su hijo Alfonso VII al obispo de Segovia Pedro de Agén, y desde entonces residencia de los sucesivos obispos de Segovia. En ella mandó construir un Palacio Episcopal para residencia de estos, durante sus estancias en la villa. De esta manera estarían más cerca de su diócesis y dejaban el Palacio de El Burgo para su descanso estival. En sus inicios su fachada principal era el remate sur de la plaza. Desde su balcón se podía divisar el castillo, la feria y la vida de la localidad. Poco a poco se fueron haciendo construcciones adyacentes, quedando incluso en un lateral el escudo del obispo que aún se puede ver en la fachada.
En 1755, le fue cedido el antiguo palacio de los Salcedo, del siglo XVI, en el que gastó más de un millón de reales para restaurar y adaptar como nuevo Palacio episcopal de Segovia. Renunció al cargo el 1 de junio de 1765, y falleció en Logroño el 4 de marzo de 1772. Manuel adquirió el palacio mediante censo perpetuo de Josefa de Salcedo y Lasso de la Vega, Figueroa, Córdoba y Ladrón de Guevara, para convertirlo en palacio episcopal. El obispo respetó los muros exteriores, pero derribó el interior debido a su estado de conservación. Su escudo aún luce en los muros del patio interior. El responsable de reconstruir el edificio fue el arquitecto José de la Sierra, quien tuvo como objetivo reorganizar este espacio a los nuevos usos. Para ello diseñó un patio central de doble altura, abierto el nivel inferior a través de arcos de medio punto con un estilo barroco clasicista a través del cual se distribuyeron las zonas nobles del edificio, estancias de recepción institucional decimonónicas, despachos, oratorios y alcoba episcopal, además de jardín. En 1760, el edificio estaba ya ocupado y, en 1770, según lo recogido en el Archivo Diocesano, lo ocupan alrededor de 40 personas entre clérigos, seglares, estudiantes y empleados.
Desde su adquisición en el siglo XVIII por el obispo Manuel Murillo y Argáiz, se utilizó como residencia de los sucesivos obispos hasta 1969 y de centro neurálgico de la diócesis de Segovia hasta principios del siglo XXI. La puerta se cerró por la venta de vino que se realizaba en un local inmediato y que «generaba ciertos excesos, por orden del obispo, D. Manuel Murillo Argáiz, quedando de esta forma tapiada hasta la fecha», señalan desde el Ayuntamiento de Turégano.
| Predecesor: Diego García de Medrano | Obispo de Segovia 1752-1765 | Sucesor: Juan José Martínez Escalzo |